# المعتصم الصبو
المعتصم الصبو (انگلیسی: Motasem Sabbou؛ زادهٔ ۲۰ اوت ۱۹۹۳) بازیکن فوتبال اهل لیبی است.
وی همچنین در تیم ملی فوتبال لیبی بازی کرده‌است.